# Cilurnum
Cilurnum, Cilurvum neboli Chesters Roman Fort byla pevnost v Hadriánově valu,  o níž je zmínka v římském dokumentu Notitia Dignitatum. Tímto jménem je označována pevnost nalezená u památné budovy Chesters (také známá jako Walwick Chesters, aby byla odlišena od jiných lokalit v okolí se stejným jménem) poblíž vesnice Walwick v hrabství Northumberland v Anglii. Pevnost Římané vybudovali v roce 123 našeho letopočtu, krátce po dokončení valu.

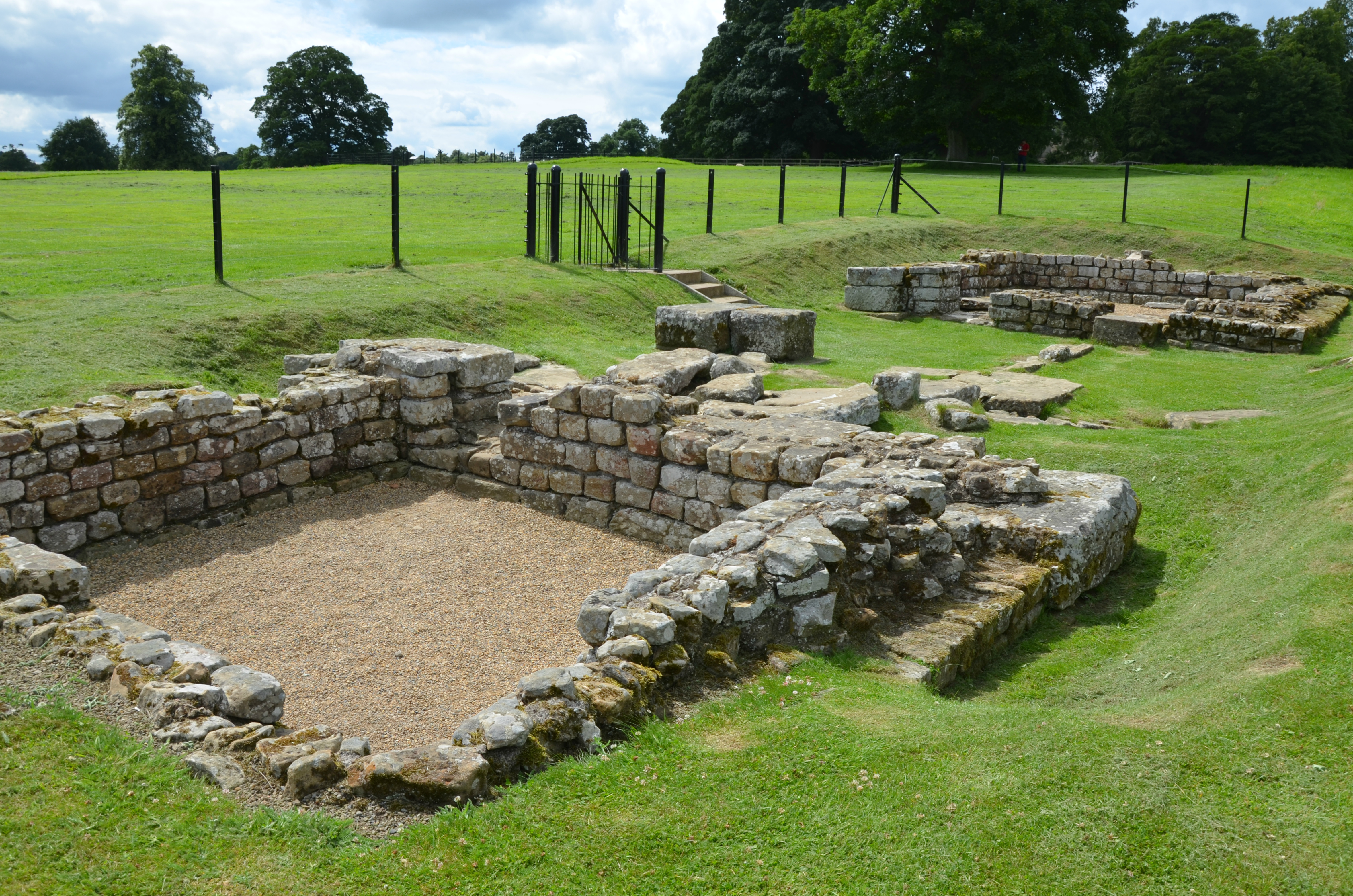
Severní brána, přístup k území na sever od Hadriánova valu

Pevnost Cilurnum je považována za nejlépe zachovanou pevnost římského jezdectva Hadriánova valu. Nyní je tato památka ve správě britské kulturní neziskové organizace Anglické dědictví pod názvem Chesters Roman Fort. Bylo u ní otevřeno muzeum s nálezy z pevnosti a dalších lokalit z valu a jeho okolí. 

## Výstavba

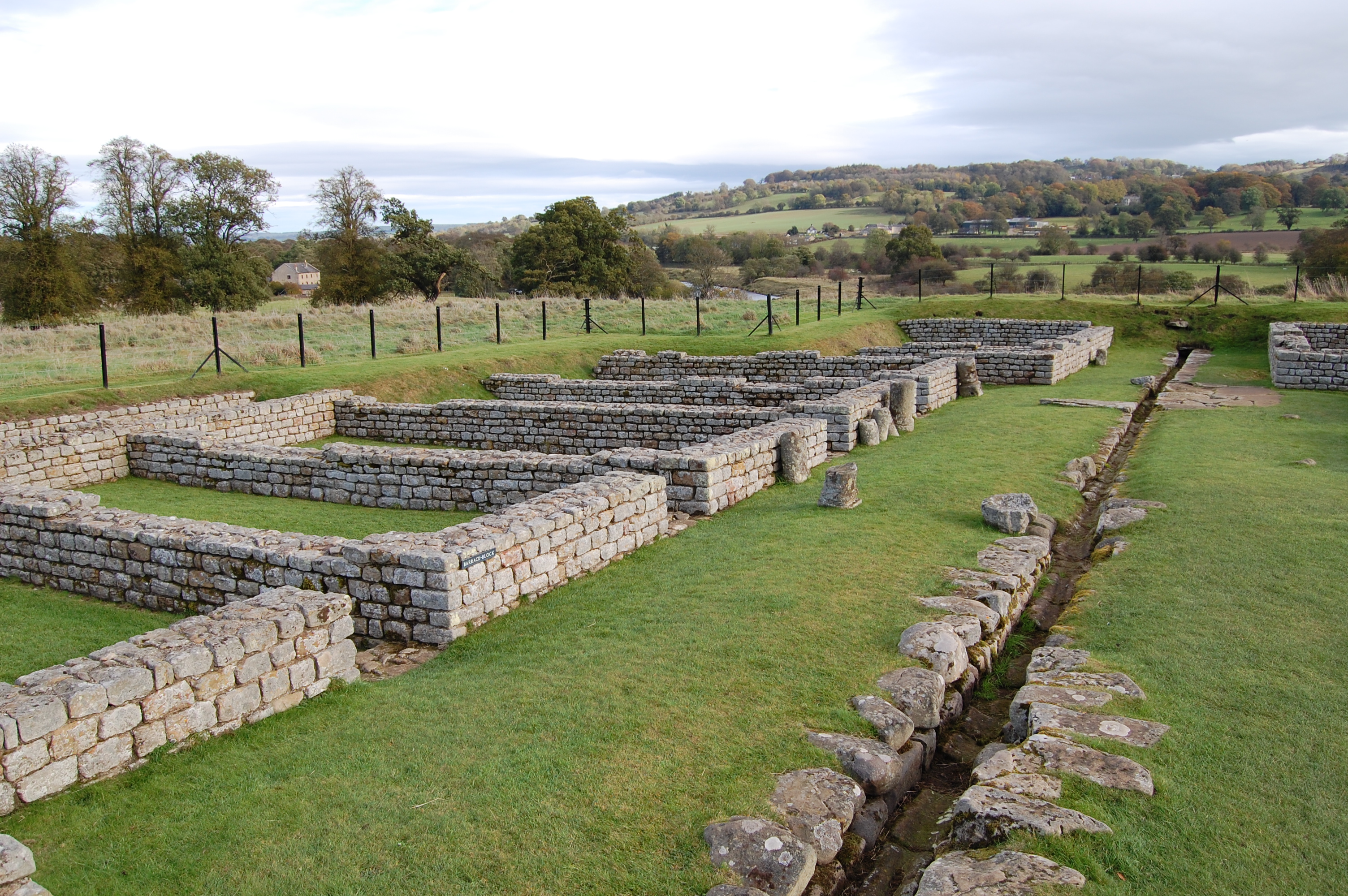
Ubytování mužstva v pevnosti

V roce 124 byla v Hadriánově valu zbořena věž, aby uvolnila místo pro novou pevnost. 
Jejím úkolem bylo střežit most, tzv. Chesters Bridge, po němž tamější římská silnice (v moderní době zvaná Military Way, která vede při jižní straně valu) překračovala řeku North Tyne. Z tohoto mostu se na břehu naproti tomu, kde leží pevnost, zachovaly masivní pilíře. Byl totiž v roce 675 rozebrán a materiál Sasové použili při stavbě kostela v Hexhamu.

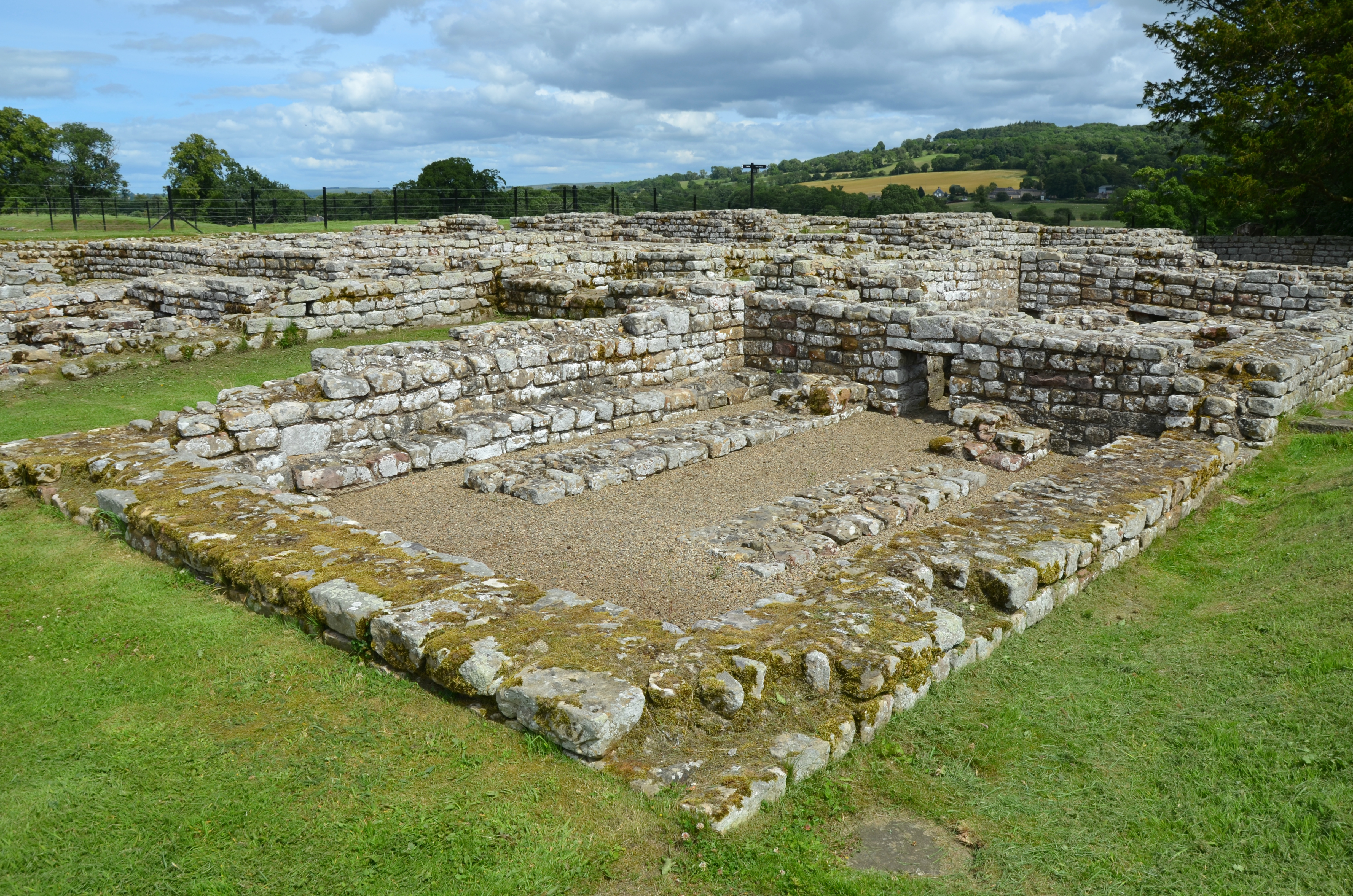
Dům velitele pevnosti (praetorium), 150-400

Cilurnum sloužilo jako základna jezdectva, které mělo provádět odvetné nájezdy do barbarských oblastí na sever od valu; později byla základna předána pěchotě, jak o tom svědčí stavby z roku 138 provedené první kohortou z území moderní Bosny a Hercegoviny.
V roce 178 v pevnosti opět bylo jezdectvo, jednotka ze severního Španělska (ala II Asturum), která kasárna radikálně přestavěla. 
Mezi léty 180-250 za hradbou pevnosti vznikly civilní osady (vici) a začaly prosperovat.
Vojenská posádka byla v pevnosti ještě v 5. století.

### Lázně

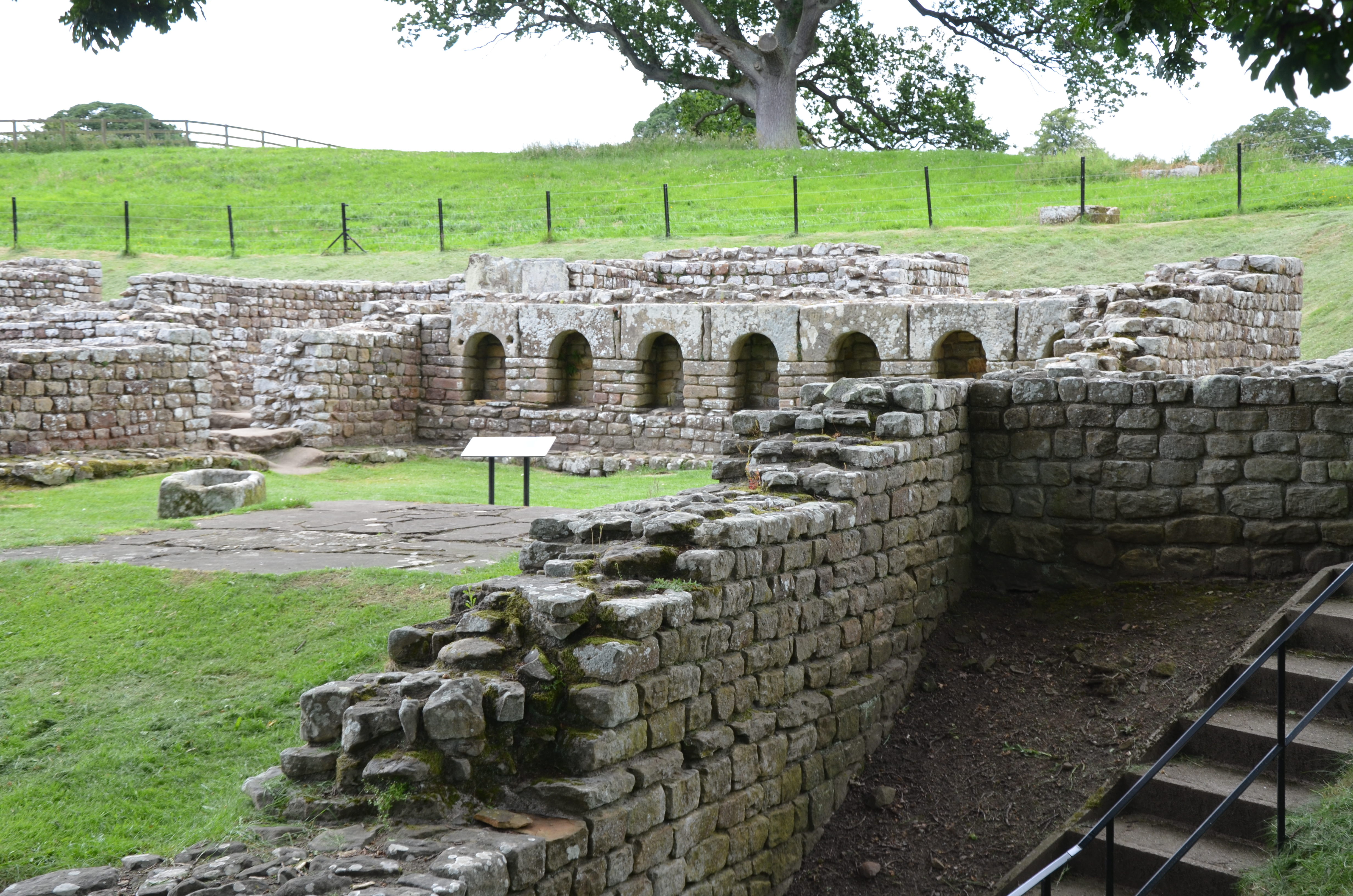
Lázně u pevnosti Cilurnum

Jde o celý lázeňský komplex, který leží mezi pevností a řekou North Tyne. Stejně jako celá bývalá pevnost se velmi dobře zachoval. Nápadných je sedm výklenků s oblouky v západní stěně apodyteria, kde pravděpodobně bývalo sedm soch sedmi dnů v týdnu. U východní strany apodyteria byly latríny s dokonale zachovaným odtokovým systémem. Dobře lze také rozeznat, kde byly a jaký měly tvar nádrže s vodou ve frigidariu a caldariu. V západní části lázní, hlouběji zapuštěné do terénu, je možné vidět i průchody mezi místnostmi. Zachovalo se také hypokaustum a dláždění.
Tyto lázně se staly vzorem pro jediný pokus o rekonstrukci podoby tohoto typu lázeňského zařízení v Británii (včetně zařízení a výzdoby), který uskutečnili ve Wallsendu (Tyne and Wear), jemuž Římané říkali Segedunum. Otevřeny byly v roce 2000.

### Zachované nápisy
Sám Hadrianus podporoval "kult Disciplíny" v legiích rozmístěných na valu a raný nápis na oltáři věnovaném bohyni Disciplíně, objevený v roce 1978, naznačuje, že nejstarším známým vojenským oddílem byl jezdecký, ala Augusta ob virtutem appellata ("nazvaný Augusta kvůli chrabrosti jeho členů"), kterých bylo 500.
Dále byly nalezeny nápisy, které svědčí o přítomnosti pěších kohort Cohors I Delmatarum ze země nyní nazývané Bosna a Hercegovina a Cohors I Vangionum z Horního Porýní v Německu. 

### Sloupy
Čtyři vysoké římské sloupy, které údajně pocházejí z pevnosti Cilurnum, lze spatřit v kostele sv. Jiljí ve vesnici Chollertonu, několik kilometrů od pevnosti. V kostele nesou jižní postranní loď.

## Archeologický výzkum
Na počátku 19. století Nathaniel Clayton, majitel panství Chesters House, dal při úpravě parku u tohoto sídla přesunout stovky tun země, aby zakryly poslední pozůstatky římské pevnosti. Vznikl tak rovný, ničím nerušený trávník svažující se k řece Tyne. Nicméně Clayton při tom zachránil řadu římských artefaktů, které zachoval v rodině. 
Když jeho syn John Clayton, právník, který se velmi zajímal o římské památky, v roce 1832 panství zdědil, parkovou úpravu odstranil, aby se pevnost znovu dostala na světlo. Její pozůstatky byly vykopány a John Clayton založil malé muzeum, kde se nalezené věci vystavovaly. Také koupil pevnost Housesteads Fort, Carrawburgh (chrám boha Mithry), Carvoran a další historické památky, kde rovněž provedl vykopávky. 
Moderní výzkumy proběhly v letech 1982 až 1991, soustředily se zejména na zachované pilíře mostu.

## Muzeum

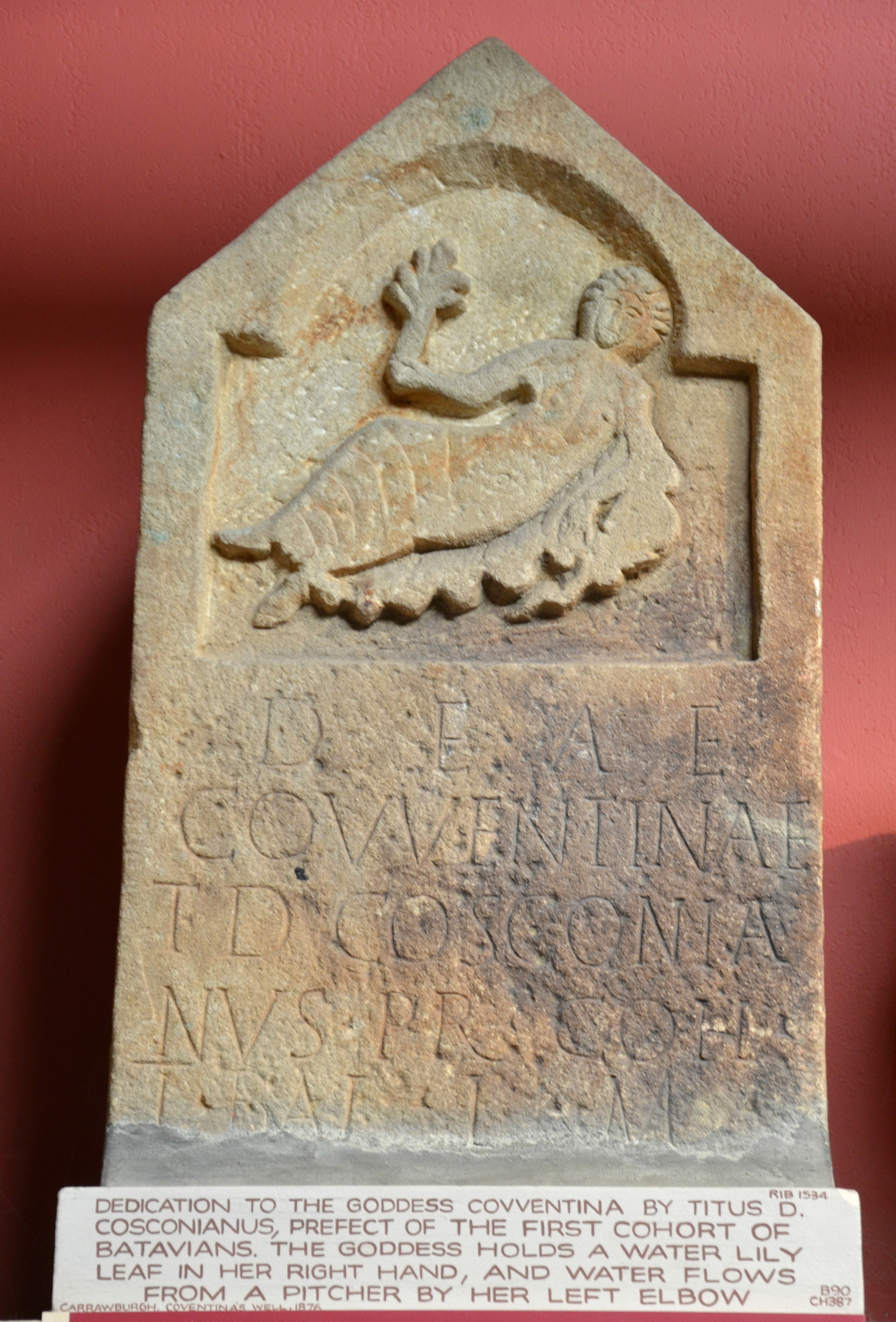
Exponát z Claytonova muzea; římsko-britská bohyně Covventina

Muzeum se začalo budovat v roce 1895 a otevřeno bylo v roce 1903. Jedná se o chráněnou budovu (stupeň II *), kterou vyprojektoval uznávaný skotský architekt Richard Norman Shaw. Je tam vystavena část sbírky římských nálezů Johna Claytona.
Expozice římských předmětů, včetně nápisů, ukazují, jak se žilo až na severním konci Římské říše, lze tu vidět v neobvykle dobrém stavu například lázně nebo domy velitele, důstojníků a mužstva.

### Kurátoři
Až do roku 1950 nepečoval o Claytonovu sbírku žádný kurátor, pracoval tam jen správce.  Mezi léty 1950 a 1972 byla čestnou kurátorkou sbírky Grace Simpsonová a prací na ní strávila velmi mnoho času, zabývala se zejména tím, co objevil její otec F. G. Simpson.  Po ní zastával tuto funkci až do roku 1987 Dr. David J. Smith, který v té době zároveň byl správcem Muzea starožitností. Lindsay Allason-Jonesová se stala správcem sbírky v srpnu 1987 a později čestnou kurátorkou. 
V roce 1983 sbírka přešla do správy organizace Anglické dědictví (English Heritage) a vznikla funkce kurátora muzeí Hadriánova valu. Tu krátce zastávali John Dore (1983-1986), Sally Dumnerová, Bill Hubbard a Georgina Plowrightová, která tam pracovala od roku 1987 až do odchodu do důchodu v roce 2012 a zodpovídala za renovaci muzea, novou podobu jeho expozic i vytvoření elektronického katalogu sbírek.